# Drago Orlić
Drago Orlić (Mandelići, Savičenta, 15. siječnja 1948. – Pula 3. svibnja 2021.), hrvatski književnik, satiričar i publicist. Bio je član Istarskoga ogranka Društva hrvatskih književnika. Poeziju je pisao na čakavskom narječju i na standardnom jeziku. Od 1981. do 1999. je novinar pulskog dnevnika Glasa Istre, a od 2000. do 2004. direktor Narodnog sveučilišta u Poreču. Pokrenuo je i četiri godine (1977. – 1980.) uređivao list 30 DANA, glasilo tadašnje Općine Poreč. Bio je jedan od trojice urednika satiričkog podlistka La kost koji četvrtkom izlazi u Glasu Istre, i autor dugovječne humoristične kolumne Lipi moji, koju je u tom podlistku potpisivao kao Zvane Lakodelac.

## Životopis
Rođen je 1948. u južnoistarskom selu Mandelićima, u današnjoj općini Svetvinčentu. Osnovnu školu je pohađao u Vodnjanu. Završio je gimnaziju i Pedagošku akademiju u Puli. Živio je u Musaležu, selu pokraj Poreča. 

## Djelovanje
Uz spisateljski i publicistički rad te prikupljanje istarske pučke baštine, od kraja 70.-ih godina 20. stoljeća začetnik je i promotor niza društvenih i kulturnih inicijativa na području tadašnje Općine Poreč, ali i širom Istre. Godine 1974. bio je direktor porečkog likovnog Annala. Bio je član uredništva časopisa "Istra", 1984. Osnivač je čakavskih pjesničkih susreta "Verši na šterni" u Vižinadi i međunarodne studentske kiparske škole "Montraker" u Vrsaru. Osmislio je (1997.) i uredio POZU, zbornik učeničkih literarnih radova osnovnih i srednjih škola Poreča i Zaboka, koji i danas izlazi kao godišnjak. 
Mnoge su mu pjesme uglazbljene. Skladali su ih Josip Kaplan, Đeni Dekleva-Radaković, Andrej Baša, Arinka Šegando i Ludvig Slana. Posebno je plodna bila Orlićeva suradnja s kantautorom Francijem Blaškovićem koji je uglazbio više od 30 njegovih pjesama što su objavljene u trima knjigama s tri CD-a.
Suautor je pet pjesničko-likovnih mapa sa slikarima: Josipom Diminićem, Stankom Crnkovićem, Renatom Percanom, Hedom Gärtner i Đaninom Božićem.
Osnovao je nakladničko poduzeće "Errata corrige" 1996. godine. Utemeljio je porečku gradsku nagradu "Sv. Mauro". Bio je sudionikom FAK-a u Osijeku i Varaždinu 2000., u Zagrebu na Festivalu europske kratke priče 2005. te u Splitu na Festivalu pričanja priča Pričiginu 2009. Bio je strastveni je kulinar, osnovao je desetak eno-gastronomskih manifestacija diljem Istre. Preminuo je Puli nakon dulje bolesti.

#### Poezija (zbirke pjesama)
- "Će daž" (1983.)
- "Hip i vik" (1987.)
- "Groti duša zrije" (1993.)
- "Daž daždi miš prdi" (1998.)
- "Med i teran" (1999.)
- "Mediteranski & i @" (2002.)
- "Filmski versi" (2005.)
- "Is*tri*janci" (2005.)
- "Crna mačka" (2006.)
- "Vrime sve posoli"[5] (2007.)
- "Reciklaža"[6] (2010.)
- "Ispovijest jednog kinoamatera" (2010.), pjesme i prozni zapisi
- "Patetika depresije" (2011.)
- "Ona ni ja" (2012.)
- "Roverija"[7] (2014.),
- "Dva otoka" (2014.)
- "Nedjeljom zatvoreno" (2015.)
- "Mona Lisa iz paradiža" (2015.)
- "Galjotovica" (2018.)

#### Zastupljen u antologijama
- "Čakavsko pjesništvo XX. stoljeća", Milorad Stojević, (1987.)
- "Hrvatsko pjesništvo Istre 19. i 20. stoljeća", Mirjana Strčić, (1989.)
- "I ča i što i kaj"', Boris Biletić, (1997.), i dr.

#### Prepjevi
- "Kanat vrhu svih kanti" (2003.), prepjev biblijske Pjesme nad pjesmama na istarsku čakavicu, u suautorstvu s Danielom Načinovićem
- "Libar od Joba", čakavski prepjev biblijske Knjige o Jobu[8] (2012.).

#### Proza
- "Lipi moji" (1995. - 2016.), devet knjiga satire
- "Štorije od žalosti" (2007.), zbirka priča
- "Casanovina jabuka" (2009.), zbirka priča

##### Posebna izdanja
- "Štorice od štrig i Štriguni" (1986., 2. dop. i proš. izd. 2008.[9]), zbirka istarskih praznovjernih pučkih priča (skupio i priredio)
- "Istarski bordel muza" (2003.), zbirka pučkih ljubavnih, erotskih i bludnih pjesama Istre
- "Istarske narodne poslovice" (2005.).
- "110 godina Poljoprivredne škole Poreč" (1985.), monografija
- "Srdačno vaš Poreč" (1990., 2. izd. 1997.), monografija
- "Poreč" (2006.), vodič
- "Posljednje vrsarsko ljeto Ede Murtića" (2009.), monografija
- "Poreč u snijegu"(2011.), monografija
- "Sve Renatove Eve" (2014.), o slikaru Renatu Percanu

#### Prilozi u časopisima i knjigama skupnog autorstva (izbor)
- "Rušnjak", 1978.
- Časopis "Istra", 1983., 1984., 1985., 1989.
- Časopis "Gradina",  1986.
- "Kanat rožic, tići i sunca", glazbena slikovnica, 1992.
- "Verši na šterni", više izdanja
- "FAKat" 2001.
- "Stoljeće vina", 2001.
- "Povratak - Ritorno 1354. – 1934. – 2004.", zbornik, 2004.
- "Gradovi i obzori", 2006., putopisi
- "Poezija", 2006.
- "U mislima čupam borove" i njemački prijevod "Literarisch Reisen: Istrien", 2008.
- "Na večeri s drakulom", 2009.
- "Le memorie di Papageno", kulinarske priče (talijanski), 2010.
- "Suvremena književnost za djecu u Istri", 2012.
- "Seljanski susreti", 2013.
- "Verši na šterni", pjesnička panorama, 2014.
- "Pul Matetićevega ognjišća", zbornik, 2014.

## Kazalište i televizija
Godine 2009. izvedena je u HNK-u Ivana pl. Zajca u Rijeci opera "Casanova u Istri", prema Orlićevu libretu i glazbi Alfija Kabilja. Libreto je tiskan u nakladničkoj kući Durieux pod naslovom "Nadbludjeli bludnik". Napisao je scenarij za dokumentarni film "La Parenzana ili kad stignemo u Makale", koji je realizirala HRT u režiji Lawrencea Kiirua. 

## Slikarstvo
Bio je član "Galerije 6" u Poreču. Izlagao je samostalno: "Modro", 1972.; "Katedrale", 1986.; Gicondino zlato" 1988. i "Samo je vrime kič", 2015. Skulpture u javnom prostoru: "Kokot" u Zaboku te "Središte Istre" kod sela Trošti, južno od Pazina. 

## Vanjske poveznice
- Tomo Vinšćak: O štrigama, štrigunima i krsnicima u Istri, Stud. ethnol. Croat., vol. 17, str. 221-235, Zagreb, 2005.
- Lipi moji - satira kojoj se smiju i oni protiv kojih je uperena, Glas Istre, 6. lipnja 2017.